# Distretto di Bjaroza
Il distretto di Bjaroza (in bielorusso Бярозаўскі раён?) è un distretto (raën) della Bielorussia appartenente alla regione di Brėst con 66 988 abitanti al censimento del 2009